# Professor Hamilton
Il Professor Emil Hamilton è un personaggio immaginario che compare nelle pubblicazioni a fumetti DC Comics, solitamente come personaggio di supporto delle storie di Superman.

## Storia di pubblicazione
Creato dallo scrittore Marv Wolfman e dall'artista Jerry Ordway, il Professor Emil Hamilton comparve per la prima volta in Adventures of Superman n. 424 (gennaio 1987). La sua raffigurazione nelle sue varie incarnazioni spazia da un fidato alleato di Superman e i suoi colleghi, a una persona cauta e poco fiduciosa nei confronti di Superman e dei suoi poteri, fino ad un ambiguo avversario. Il personaggio fu chiamato così per Edmond Hamilton, che scrisse le storie di Superman e altri personaggi dagli anni '40 fino ai '60.

## Biografia del personaggio
Emil Hamilton compare per la prima volta in Adventures of Superman n. 424 (gennaio 1987), apparentemente come criminale, utilizzando dei gadget per attaccare Superman nel tentativo di ottenere dei fondi per essi dimostrando che funzionano. Ex impiegato dei Laboratori S.T.A.R. e del governo statunitense, si sa che impazzì quando le sue ricerche furono acquisite da Lex Luthor, che assunse i meriti delle sue invenzioni. Fu quindi posto in un istituto di salute mentale, rispondendo bene alle cure. Subito dopo la sua dimissione mise in piedi un laboratorio a Suicide Slum e divenne rapidamente il "consigliere scientifico" di Superman, guadagnandosi da vivere come consulente tecnico.
È il responsabile della creazione dei molti dispositivi che hanno aiutato Superman, incluso il Proiettore della Zona Fantasma e i primi Robo-Supermen; ha inoltre aiutato Superman durante i suoi problemi in Krisis of the Krimson Kryptonite, quando la kryptonite rossa creata da Mister Mxyzptlk toglie i poteri a Superman; finché i poteri non tornarono, il Professore fornisce a Superman diversi dispositivi come cinture di campi di forza e un'armatura corazzata che gli permette di continuare la sua carriera di eroe. In seguito, un'altra cintura per la creazione dei campi di forza costruita da Emil permette a Superman di aggirare le abilità di bloccaggio dei poteri delle vite artificiali "Psi-Phon" e "Dreadnaught".
La prima volta che Emil diviene malvagio è quando l'immortale "Mister Z" gli fa il lavaggio del cervello perché lo aiutasse ad attaccare Superman.
Successivamente Superman si batte contro il mostro alieno Doomsday. Lavorando con Bibbo, un altro alleato dell'Uomo d'Acciaio, Emil mette a punto un potente laser e riesce a infliggere un colpo diretto al mostro, per quanto fermandolo per pochissimo. I due combattenti sembrano cadere morti entrambi, e Emil crea un'unità di defibrillatori apposta per lui. Bibbo viene ferito mentre la utilizza e Hamilton prende il sopravvento. Gli sforzi falliscono e Superman è dichiarato morto. Questo fallimento causa dei sentimenti di intensa colpa che nemmeno l'amica di lunga data di Hamilton, Mildred Krantz, riesce a fargli superare. Dopo il ritorno dell'eroe, Emil l'aiuta nell'investigazione di un "duplicato del cadavere" di Superman, perdendo un braccio durante la storia Caduta di Metropolis, ma lo rimpiazza con una protesi cibernetica da lui stesso progettata.
Fornisce a Superboy il visore che duplica i poteri visivi di Superman (vista a raggi x e vista calorifica). Questo aiuta Superboy a cominciare la sua carriera eroica alle Hawaii, dove anche lo stesso Hamilton soggiorna per un certo periodo. Passa del tempo con Superman, aiutandolo a ricostituire la Fortezza della Solitudine e a salvare le vite dei cittadini della città-bottiglia di Kandor.

## Attività criminale
Molti anni dopo, quando John Henry Irons fece ritorno a Metropolis, appena prima degli eventi B13, Hamilton si sentiva messo da parte, in quanto Superman aveva adesso accesso a un genio della scienza che era anche un collega super eroe. Scomparve quindi dalla città durante gli eventi B13 quando Metropolis fu trasformata in una versione futura di sé stessa.
Ricomparve successivamente come Overmind, il leader di una gang cyberpunk che complottavano il ritorno di Brainiac 13. Affermò, tuttavia, che la tecnologia B13 nel suo braccio bionico stava controllando le sue azioni, e si presume che in parte stesse affermando la verità, in quanto più avanti riprese il suo ruolo di consigliere di Superman utilizzando la sua innata comprensione della tecnologia futuristica ora a lui disponibile.
Hamilton, insieme ad altri geni della scienza ed esseri robotici (Automan, Brainstorm, Dottor Cyber, Ford e Rosie the Riveter), fu brevemente parte dell'essere cibernetico composito noto come Enginehead. Tuttavia (se questa storia è ancora canonica), questo essere sembrò essere diviso di nuovo nelle sue personalità individuali poco dopo gli eventi della serie.
In una storia del 2005, si scoprì che Hamilton era, di fatto, il criminale di nome Ruin, che stava prendendo di mira i cari di Superman. Ruin affermò di aver scoperto che Superman stava risucchiando l'energia solare del sole, e che, in 4,5 miliardi di anni, avrebbe segnato la fine della Terra. L'identità di Ruin fu resa un mistero, finché non sembrò essere un amico di Clark, l'ex Presidente degli Stati Uniti Pete Ross, l'identità segreta di Ruin. Pete Ross affermò la sua innocenza, ma i sospetti su di lui si acuirono quando evase dalla custodia. Si scoprì poi che fu Hamilton a incastrare Ross, e che lo rapì dalla prigione. Quindi si scontrò e si rivelò a Superman, apparentemente uccidendo il malvagio folletto della 5ª dimensione, Mr. Mxyzptlk quando cercò di salvare Superman. Superman sconfisse Hamilton, e salvò Pete, Lana Lang e il loro figlio. Poi, Superman ripulì il nome e la reputazione di Pete, mentre Hamilton sembrò venire incarcerato.
Durante gli eventi descritti in Crisi infinita, Ruin fu uno dei tanti criminali superumani che si unirono alla malvagia Società organizzata da Alexander Luthor Jr..
La versione pre-Flashpoint di Emil Hamilton comparve durante la storia "Convergenza" del 2015. Sembrò essere riformato, essendosi creato una casa nella Gotham City pre-Flashpoint sul pianeta Telos, e riparò la sua amicizia con Jimmy Olsen. Emil passò del tempo a ricostruire il Whiz Wagon, un veicolo volante multifunzionale, come terapia di riformazione autoimposta.

## Poteri e abilità
Emil Hamilton è un normale essere umano, e di conseguenza non ha poteri super umani, per quanto sia un brillante scienziato e inventore, avendo disegnato e costruito dei dispositivi come generatori di campi di forza. Tuttavia, come Ruin, indossò una "tuta potenziata". La tuta gli permise di avere un vantaggio sulla sua conoscenza delle debolezze di Superman. La tuta può emettere raggi di sole rosso di Krypton, cosa che essenzialmente drena Superman dei suoi poteri. In più, Ruin è in grado di trasportare se stesso nella Zona Fantasma (sebbene a danno della sua salute), e può riemergere ovunque, permettendogli effettivamente di teletrasportarsi. La tuta fu rimossa con la forza dal corpo di Hamilton, e si autodistrusse con una massiccia esplosione, teoricamente potente abbastanza da distruggere una piccola città, anche se passò abbastanza tempo tra la rimozione e l'esplosione da permettere a Superman da farla brillare in un luogo sicuro e distante utilizzando la sua supervelocità.
Emil progettò numerose protesi superiori con abilità inusuali, incluse quelle di agire come dispensatore di crema antisolare.

## Altre versioni
Il Professor Hamilton comparve nella storia della Elseworlds JLA: The Nail. In questa storia, Hamilton opera sempre ai Laboratori S.T.A.R., ma in una struttura segreta per la ricerca aliena a Smallville, Kansas che include numerosi altri eroi e criminali che furono pubblicamente identificati come alieni per incrementare la paranoia tra la popolazione. Hamilton compare anche in Elseworld's Finest: Supergirl and Batgirl, con protagoniste Batgirl e Supergirl, dove lavorò con Lex Luthor per creare una nuova batteria solare solo per essere lasciato in disgrazia quanto cercò di rivelare la verità a proposito del progetto (in realtà utilizzavano il cadavere del neonato Kal-El come fonte di potere). Comparve poi nell'undicesima stagione del fumetto Smallville, continuazione a fumetti della serie televisiva.

## In altri media

### Televisione
- Il Dr. Emil Hamilton comparve in due episodi (entrambi della seconda stagione) della serie televisiva Lois & Clark - Le nuove avventure di Superman, nel ruolo di scienziato dei Laboratori S.T.A.R., interpretato dall'attore John Pleshette. In "That Old Gang of Mine", Hamilton utilizzò il DNA di Al Capone per rigenerare il criminale come parte di un esperimento che lo avrebbe riprogrammato come un buon cittadino. In "Return of the Prankster", Hamilton spiegò a Lois Lane e a Clark Kent come il raggio di luce di Prankster causava la paralisi, e fece delle lenti a contatto speciali perché Superman potesse utilizzarle per sconfiggerlo.
- Il Professor Hamilton fu un personaggio regolare della serie animata Superman. Qui è il direttore dei Laboratori S.T.A.R., e crea cose come tute di piombo resistenti alla kryptonite e varchi inter-dimensionali, così come un proiettore per la Zona Fantasma funzionante nell'episodio "Blasts from the Past". Dopo il lavaggio del cervello subito da Superman per mano di Darkseid nella puntata finale della terza stagione "Legacy", Hamilton cominciò a sentire una crescente sfiducia nei confronti dei metaumani. A causa di questa diffidenza, nella serie animata Justice League Unlimited, il Professor Hamilton divenne segretamente un alleato di Amanda Waller, il leader del Progetto Cadmus. Hamilton è l'esperto genetista di Cadmus che utilizza la clonazione e altri metodi simili per creare metaumani leali e servili all'organizzazione. Questi includono un clone di Supergirl nella prima stagione di nome Galatea (che considera Hamilton come un padre), che sarebbe stata di primaria importanza per gli sforzi del Progetto Cadmus contro la Justice League. Superman scoprì il tradimento di Hamilton nella seconda stagione. Hamilton non si pentì delle sue azioni, e rese chiaro che per lui non ci si poteva fidare a pieno di Superman, paragonandolo a Lucifero. Si suppone che dopo che la JL riacquistò la fiducia di Cadmus e della gente comune, Hamilton si sia ritirato o abbia domandato scusa a Superman e Supergirl.
- Ci furono due Professor Hamilton nella serie televisiva Smallville:

Steven Hamilton fu introdotto nella prima stagione, interpretato da Joe Morton. Fu assunto da Lex Luthor per esaminare gli effetti della kryptonite, e successivamente produrre una cura per gli effetti del letale fiore Nicodemo. Nella seconda stagione, morì a causa della continua esposizione alla kryptonite. La serie non fornì indicazioni di alcune relazioni tra Steven ed Emil Hamilton a parte il cognome.
Nell'episodio dell'ottava stagione "Identità, il nome di Emil Hamilton comparve in un articolo del Daily Planet a proposito della misteriosa "macchia rossa e blu", la prima identità super eroica di Clark, che fu vista per Metropolis. La sua prima comparsa in tv avvenne nell'episodio "A prova di proiettile", dove fu interpretato da Alessandro Juliani, che comparve per un totale di 14 episodi. Sembrò essere un dottore privato assunto da Oliver Queen per la sua squadra, che salvò la vita di Martian Manhunter dopo che gli fu sparato da un poliziotto corrotto.
In "La bestia", dopo che Clark perse l'uso dei suoi poteri contro il Parassita, Hamilton lo equipaggiò di una macchina veloce e high-tech. Nella decima stagione, assiste regolarmente la Justice League, ed è soggetto ad interrogatorio dai proponenti dell'Atto di Registrazione dei Vigilanti, partecipando all'addio al celibato di Clark, e avendo una breve relazione romantica con Tess Mercer.
- Nella serie televisiva Supergirl, Sarah Robinson interpreta la dottoressa Amelia Hamilton, una versione femminile del personaggio.

### Film
- Il Dottor Emil Hamilton fu interpretato da Richard Schiff nel film del 2013 L'uomo d'acciaio di Zack Snyder. In questa versione, è un consulente scientifico del DARPA in prestito all'esercito degli Stati Uniti, assunto per visionare la navicella di ricognizione kryptoniana nell'Artico. Sarà poi presente agli interrogatori di Lois Lane e Superman, e giocherà un ruolo cruciale nel climax del film, in cui aiuta a distruggere la macchina terraformante kryptoniana che minaccia di distruggere la vita umana, anche se finisce per sacrificare sé stesso nel procedimento.
- Una versione di un universo alternativo di Emil Hamilton compare in Justice League: Gods and Monsters. Qui fa parte del "Progetto Fair Play" della LexCorp, un progetto di armi di contingenza che potrebbero distruggere la League se fosse necessario. Lui e i suoi colleghi scienziati vengono attaccati e uccisi dai Metal Men.

### Videogiochi
- Nel videogioco del 1999 Superman 64, il professor Hamilton compare come personaggio di supporto insieme a Jimmy Olsen e Lois Lane, ma vengono catturati da Lex Luthor all'inizio del gioco.
- All'inizio del gioco del 2006 Superman Returns, il Professor Hamilton fornisce istruzioni sulla pioggia di meteore a Superman